# Messe a capella
La Messe a capella, op. 164, est une œuvre de la compositrice Mel Bonis.

## Composition
Mel Bonis compose sa Messe a capella, pour chœur mixte. L'œuvre est publiée à titre posthume par les éditions Armiane en 1998.

## Structure
L'œuvre se compose de quatre mouvements :
1. Kyrie eleison
2. Gloria
3. Sanctus
4. Agnus Dei

## Analyse
Sa Messe a capella est l'œuvre religieuse la plus développée de la compositrice. L'œuvre est longue de 294 mesures, correspondant à une messe brève en musique. Le chœur peut éventuellement être soutenu par un piano ou un orgue qui ne fait que jouer la réduction des parties vocales.
L'œuvre mêle à la fois archaïsme et harmonisation moderne. Dans le Kyrie et le début du Gloria sont très archaïsant, tandis qu'à l'opposé, le Sanctus et l'Agnus Dei présentent de nombreuses audaces harmoniques, proches de celles du Tantum ergo. L'œuvre présente une forte présence de l'emploi de la modalité ecclésiastique, notamment avec les modes anciens.

### Kyrie
Le Kyrie a une structure de rondo : ABACADA suivit d'une coda. Il y a une opposition entre le Kyrie et le Christe. Le thème principal, sur les mots « Kyrie eleison », est en mode dorien sur sa note naturelle ou transposé sur la et mi. Il est systématiquement opposé à trois différentes périodes tonales sur les mots « Christe eleison ». Les ténors et les sopranos entrent en imitation sur le thème principal en la dorien. Après la dernière occurrence du mot « eleison », le chœur homorythmique entre en sol majeur selon un schéma harmonique très simple. Bien que construit sur une armure de sol majeur, le mouvement est ambigu sur le plan harmonique. La tonalité de sol majeur n'apparait qu'au début du morceau. Par la suite, la compositrice explore des tonalités éloignées qu'elle oppose au mode dorien. Le morceau se termine sur ce qui semble être une cadence en si mineur avec une tierce picarde. La progression contrapuntique sur le mot « Amen » qui mène de ré majeur à si mineur donne une couleur éolienne à la ligne de basse.
L'entrée modale du Kyrie eleison rappelle les intonations en plain-chant traditionnellement chantées par l'officiant au début du Gloria et du Credo lors des exécutions de messes en musique.
Le Kyrie de la Messe en sol de Francis Poulenc offre, comme celui de Mel Bonis, une lecture fantasmée du « style ancien », bien que les deux se manifestent de façon très différentes. Mel Bonis donne un ton archaïsant à son morceau par l'utilisation des couleurs des modes diatoniques.

### Gloria
Le Gloria est composé en un seul numéro séparé en petites sections verset par verset. Le tout est écrit en contrepoint homorythmique ou imitatif, avec l'apparition de quelques soli.
Ce principe d'intonation en plain-chant  se retrouve au début du Gloria. La réponse du chœur rappelle également le style responsorial du plain-chant. Cependant, ces intonations n'ont aucune parenté avec les chants monodies que l'on trouve dans les paroissiens notés de l'époque. Cependant, la compositrice cherche à donner le ton de l'ancien chant monodique latin. Cette référence explicite, basée sur le faux-semblant, n'a pas d'équivalent chez les contemporains tels que Théodore Dubois, Gabriel Fauré, César Franck, Charles Gounod, Alexandre Guilmant ou Camille Saint-Saëns qui se sont illustrés dans le genre de la messe brève. On trouve par contre une idée similaire dans le début du Kyrie de la Messe en sol de Francis Poulenc.
Cette section s'achève très traditionnellement par une fugue sur le dernier verset.

## Sources
- Étienne Jardin, Mel Bonis (1858-1937) : parcours d'une compositrice de la Belle Époque, 2020 (ISBN 978-2-330-13313-9 et 2-330-13313-8, OCLC 1153996478, lire en ligne)